# Sertularia mediterranea
Sertularia mediterranea är en nässeldjursart som först beskrevs av Marktanner-Turneretscher 1890.  Sertularia mediterranea ingår i släktet Sertularia och familjen Sertulariidae. Inga underarter finns listade i Catalogue of Life.